# بنای یادبود واشینگتن

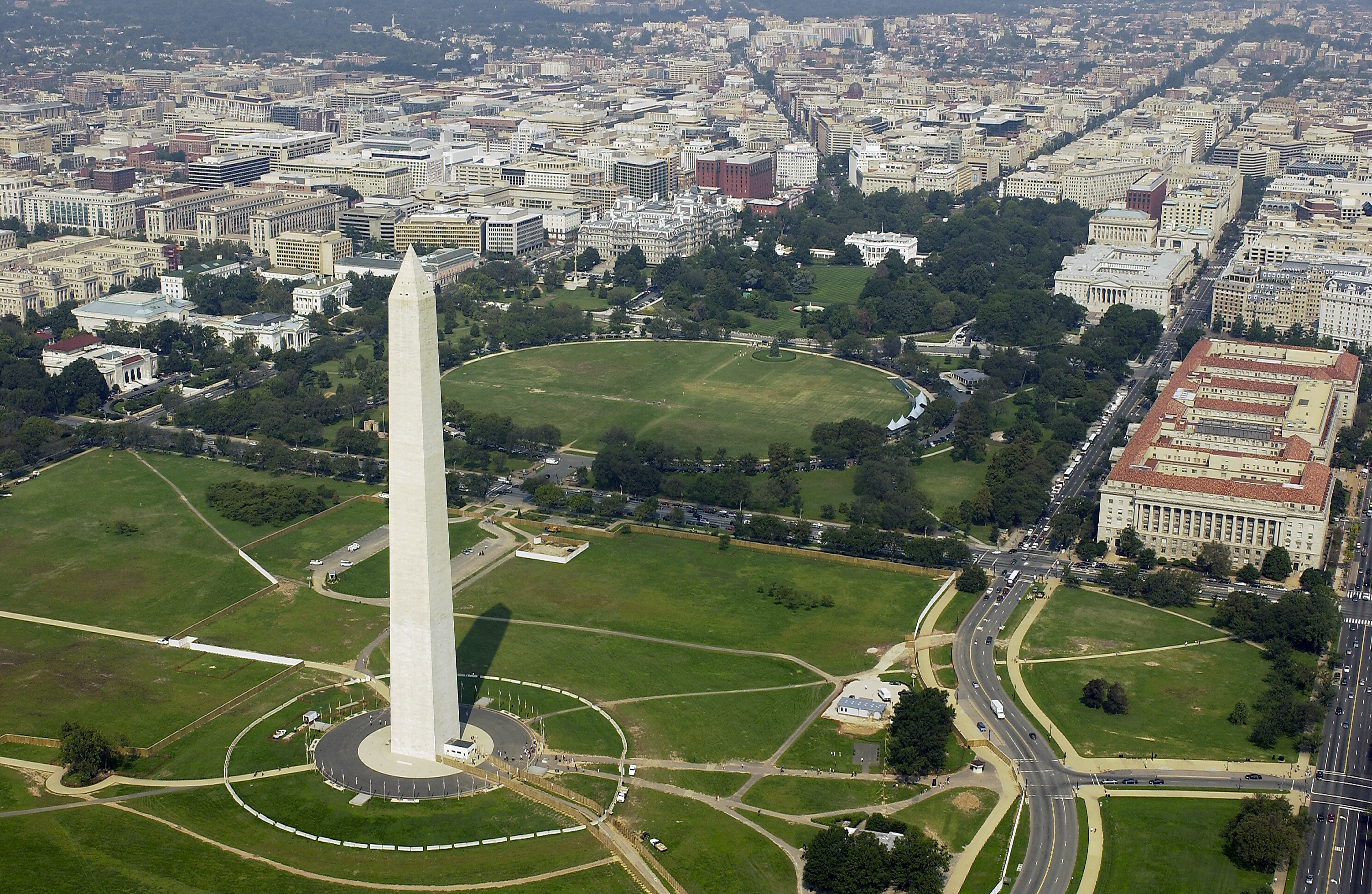

بنای یادبود واشینگتن (به انگلیسی: Washington Monument) از بناهای مشهور شهر واشینگتن دی سی در آمریکا است. مقصود از این بنا بزرگداشت جرج واشینگتن می‌باشد. این ستون تا قبل از ساخت برج ایفل بلندترین سازه جهان شناخته می‌شد.
ساخت بنای یادبود در سال ۱۸۴۸ آغاز شد و به مدت ۲۳ سال متوقف شد، از ۱۸۵۴ تا ۱۸۷۷ به دلیل کمبود بودجه، مبارزه برای کنترل انجمن یادبود ملی واشینگتن و جنگ داخلی آمریکا. اگرچه سازه سنگی در سال ۱۸۸۴ به اتمام رسیده‌است، اما ساخت داخل، سنگ آهن و نصب سنگهای یادبود تا سال ۱۸۸۸ به پایان نرسیده‌است. متوقف شد و بعداً با مرمر از منبع دیگری از سر گرفت. طرح اصلی توسط رابرت میلز (۱۸۵۵–۱۷۸۱) از کارولینای جنوبی بود، اما وی به دلیل کمبود بودجه، ستون پیشنهادی خود را در بر نگرفت و فقط با یک اelبِلیسک برهنه پیش رفت. سنگ بنای ۴ ژوئیه ۱۸۴۸ گذاشته شد. اولین سنگ در ۷ اوت ۱۸۸۰ در بالای کنده ناتمام گذاشته شد. سنگ قبر در ۶ دسامبر ۱۸۸۴ تنظیم شد. بنای یادبود تکمیل شده در ۲۱ فوریه ۱۸۸۵ تقدیم شد. و به‌طور رسمی در ۹ اکتبر ۱۸۸۸ افتتاح شد.
بنای یادبود واشینگتن یک ابلیسک سنگی توخالی به سبک مصری است که دارای ستونی با طول ۵۰۰ فوت (۱۵۲٫۴ متر) است و از یک هرم بلند ۵۵ پا (۱۶٫۸ متر) عبور می‌کند. ضخامت دیواره‌های آن در پایه ۱۵ فوت (۴٫۶ متر) و در قسمت بالای آنها ضخامت یک و نیم فوت (۰٫۴۶ متر) است. هرم مرمریت دیواره‌های نازکی دارد که فقط ۷ اینچ (۱۸ سانتی‌متر) ضخامت دارند و توسط شش قوس پشتیبانی می‌شوند، دو عدد بین دیوارهای مخالف که از مرکز هرم عبور می‌کنند و چهار طاق گوشه کوچکتر. بالای هرمیدون یک سنگ قبر مرمر بزرگ است که در نوک آن یک هرم کوچک آلومینیومی قرار دارد و در چهار طرف آن کتیبه‌هایی وجود دارد. کمترین اندازه ۱۵۰ فوت (۴۵٫۷ متر) از دیوارها، که در مرحله اول ۱۸۴۸–۱۸۵۴ ساخته شده‌است، از تلی از سنگ‌های قلوه سنگ گنیس (سنگ‌های تمام نشده) تشکیل شده‌است که توسط مقدار زیادی ملات با نمای نیمه سنگهای مرمر تمام شده با ضخامت حدود یک و یک چهارم فوت (۰٫۴ متر). ۳۵۰ فوت بالایی (۱۰۶٫۷ متر) دیوارها، که در مرحله دوم ۱۸۸۰–۱۸۸۴ ساخته شده‌اند، از سنگهای سطح مرمر به پایان رسیده تشکیل شده‌است که نیمی از آنها به داخل دیوارها می‌ریزند، که تا حدی توسط سنگهای گرانیت به پایان رسیده‌است.
فضای داخلی توسط پله‌های آهنی که به صورت مارپیچ به سمت دیوارها سوار شده‌اند، در مرکز قرار دارد و یک آسانسور در مرکز قرار دارد که هر کدام توسط چهار ستون آهنی پشتیبانی می‌شوند، که از ساختار سنگی پشتیبانی نمی‌کنند. این پله‌ها شامل پنجاه قسمت است که بیشتر در دیوارهای شمالی و جنوبی قرار دارند و بسیاری از فرودهای طولانی در امتداد دیوارهای شرقی و غربی بین آنها کشیده شده‌است. این فرودها باعث می‌شد بسیاری از سنگهای یادبود منقوش در مواد و اندازه‌های مختلف در حالی که پله‌ها قابل دسترسی بودند (تا سال ۱۹۷۶) به راحتی مشاهده شوند، به علاوه یک سنگ یادبود بین پله‌ها که مشاهده آن دشوار است. هرم دارای هشت پنجره مشاهده، هر طرف دو عدد و هشت چراغ هشدار دهنده هواپیمای قرمز است که هر طرف دو عدد دارد. دو رعد و برق آلومینیومی که از طریق ستون‌های نگهدارنده آسانسور به آب‌های زیر زمینی متصل می‌شوند از این اثر محافظت می‌کنند. زیر بنای فعلی این بنای تاریخی ۳۷ فوت (۱۱٫۳ متر) ضخامت دارد که متشکل از نیمی از قلوه سنگ گنیس اصلی آن است که در بتن محصور شده‌است. در گوشه شمال شرقی پی، ۲۱ فوت (۶٫۴ متر) زیر زمین، سنگ بنای مرمر قرار دارد، از جمله یک روی روی پر از یادگاری. پنجاه پرچم آمریکایی بر روی یک دایره بزرگ از تیرهای مرکز این بنای تاریخی به پرواز درمی آیند. در سال ۲۰۰۱، یک مرکز غربالگری موقت برای جلوگیری از حمله تروریستی به ورودی آن اضافه شد. یک زمین لرزه در سال ۲۰۱۱ کمی به این بنای تاریخی آسیب زد و تا سال ۲۰۱۴ بسته شد. مجدداً برای تعمیرات سیستم آسانسور، ارتقاء امنیت و کاهش آلودگی خاک از اوت ۲۰۱۶ تا سپتامبر ۲۰۱۹ بسته شد.

## مشخصات
این ابلیسک مرمری و گرانیتی در محوطه‌ای در مرکز شهر قرار دارد و توسط آسانسوری به بالای بنا (جهت گردشگری و دیدن منظره شهر) راه دارد.
این بنا که در ۱۸۴۸ میلادی افتتاح گردید ۱۷۰ متر بلندا دارد. رابرت میلز معمار آن بود.
جلال آل احمد در خاطرات خود این بنا را اینگونه توصیف می‌کند:
«دیگر اینکه در واشینگتن، یک اوبلیسک گنده ساخته‌اند میان کنگره و عمارت لینکلن... در بوستون هم یکی دیگر بود، عین همین؛ و این گویا تقلید است از اوبلیسک‌هایی که فرانسوی‌ها و انگلیسی‌ها از مصر آوردند و میان میدان گاهی شهرهاشان علم کرده‌اند، به علامت اینکه جانشین‌های تمدن‌های باستانی اند… والخ؛ و این آمریکایی‌ها که وقتی از راه رسیده‌اند که بچه‌ها ته سفره را جمع کرده بوده‌اند و رفته بوده‌اند مدرسه… والخ، حالا خودشان را اینجوری راضی می‌کنند.»
البته که "جانشینی تمدن های باستانی" می تواند یک بهانه باشد چرا که ابلیسک از نماد های فراماسون هاست به معنی یکی از پرتو های خورشید (آلت تناسلی خورشید که با آن زمین را لمس می کند و باعث زایش در آن میشود).
فراماسونر بودن جورج واشینگتن واضح است .مراجعه کنید به جورج واشینگتن نگارخانه: قرار دادن دست بین دکمه های لباس که از نشانه های اخوت فراماسونری است.
بر روی نوک آلومینیومی این بنا، نوشته‌ای وجود دارد که واژه‌ای لاتین با عبارت Laus Deo می‌باشد. معنای این عبارت «ستایش خدای را» می‌باشد.

## تاریخچه

### توضیح اصول عقاید
جورج واشینگتن (۱۷۳۲–۱۷۹۹)، به عنوان پدر کشورش، و به عنوان رهبری که «اولین بار در جنگ، اول در صلح و اولین در قلب هموطنانش بود» (در مداحی سرلشکر "لایت - اسب هری لی در مراسم خاکسپاری واشینگتن، ۲۶ دسامبر ۱۷۹۹)، رهبر نظامی و سیاسی مسلط ایالات متحده جدید ایالات متحده از ۱۷۷۵ تا ۱۷۹۹ بود. حتی دشمن سابق وی جورج سوم او را "بزرگترین شخصیت عصر" نامید.
در هنگام مرگ در سال ۱۷۹۹، وی میراثی حیاتی از خود برجای گذاشت: واشینگتن نماد عمومی بدون چالش میهن‌پرستی نظامی و مدنی آمریکا بود. وی همچنین با حزب فدرالیست شناخته شد، که در سال ۱۸۰۰ کنترل جمهوری ملی را به دست جمهوریخواهان جفرسون، که تمایلی به تجلیل از قهرمان حزب مخالف نداشتند، از دست داد.

### پیشنهاد بنای یادبود
با شروع پیروزی در انقلاب، پیشنهادهای زیادی برای ساخت بنای یادبود واشینگتن وجود داشت، که با مجوز در سال ۱۷۸۳ توسط کنگره قدیمی کنفدراسیون برای برپایی مجسمه سوارکاری ژنرال در پایتخت ملی آینده آمریکا آغاز شد. پس از مرگ وی در دسامبر ۱۷۹۹، کنگره ایالات متحده یک یادبود مناسب را در پایتخت ملی برنامه‌ریزی شده که از سال ۱۷۹۱ در دست ساخت بود، مجاز دانست، اما هنگامی که حزب دموکرات جمهوری‌خواه (جمهوری خواهان جفرسونیان) پس از محوری سال ۱۸۰۰ کنگره را کنترل کرد، این تصمیم تغییر کرد. انتخابات، با اولین تغییر قدرت بین احزاب سیاسی مخالف. جمهوری خواهان از اینکه واشینگتن به نماد حزب فدرالیست تبدیل شده، نگران بودند. به‌علاوه ارزشهای جمهوریخواهی با ایده ساخت بناهای تاریخی برای مردان قدرتمند خصمانه به نظر می‌رسید. آنها همچنین تصویر وی را روی سکه‌ها یا جشن تولدش مسدود کردند. درگیری‌های سیاسی بیشتر، همراه با تقسیمات شمال و جنوب در مورد جنگ داخلی، مانع تکمیل بنای یادبود واشینگتن تا اواخر قرن نوزدهم شد. در آن زمان، واشینگتن چهره یک قهرمان ملی را داشت که می‌توانست توسط شمال و جنوب جشن گرفته شود و یادبودهای وی دیگر بحث‌برانگیز نبودند.
در اوایل سال ۱۷۸۳، کنگره کنفدراسیون قدیمی (جانشینان پس از ۱۷۸۱ کنگره دوم قاره قبلی) "" یک مجسمه اسب سواری از جورج واشینگتن در محلی که محل اقامت کنگره تأسیس می‌شود "حل و فصل شده بود. این پیشنهاد خواستار حکاکی روی مجسمه ای بود که توضیح می‌داد "به احترام جورج واشینگتن، فرمانده کل برجسته ارتش‌های ایالات متحده آمریکا در طول جنگ که آزادی، حاکمیت و استقلال آنها را تأیید و تأمین می‌کند ،" استقلال ". در حال حاضر، دو مجسمه سوارکاری رئیس‌جمهور واشینگتن در پایتخت ملی واشینگتن، دی سی وجود دارد که یکی در واشینگتن دایره در تقاطع محله‌های مه آلود و غرب در انتهای شمالی پردیس دانشگاه جورج واشینگتن واقع شده‌است، و دیگری در باغهای کلیسای جامع ملی کلیسای اسقفی در کوه سنت آلبان در شمال غربی واشینگتن است.
در ۲۴ دسامبر سال ۱۷۹۹، ۱۰ روز پس از مرگ واشینگتن، یک کمیته کنگره ایالات متحده نوع دیگری از بنای یادبود را توصیه کرد. جان مارشال (۱۷۳۵–۱۸۳۵)، نماینده ای از ویرجینیا (که بعداً رئیس دادگستری ایالات متحده شد، ۱۸۰۱–۱۸۳۵) پیشنهاد کرد که مقبره ای در داخل کاپیتول برپا کنند و بعداً برای قرار دادن چنین گور دخمه ای در زیر روتوندا طراحی شد. از گنبد بزرگ با این حال، کمبود بودجه، اختلاف نظر در مورد اینکه چه نوع یادبودی باعث افتخار اولین رئیس‌جمهور کشور می‌شود، و عدم تمایل خانواده واشینگتن برای انتقال جنازه وی از کوه ورنون از پیشرفت در هر پروژه جلوگیری کرد.

### طرح
پیشرفت به سمت یادبودی سرانجام در سال ۱۸۳۳ آغاز شد. در آن سال گروه بزرگی از شهروندان انجمن یادبود ملی واشینگتن را تشکیل دادند. سه سال بعد، در سال ۱۸۳۶، بعد از اینکه ۲۸۰۰۰ دلار کمک مالی جمع کردند (معادل ۱٫۰۰۰٫۰۰۰ دلار در سال ۲۰۱۹)، آنها مسابقه ای را برای طراحی این بنای یادبود اعلام کردند.: chp 1 
در ۲۳ سپتامبر ۱۸۳۵، هیئت مدیره جامعه انتظارات آنها را شرح داد:
| « | پیشنهاد شده‌است که بنای یادبود مانند او باشد که به احترام او ساخته شود، در دنیا بی نظیر باشد و متناسب با قدردانی، آزادگی و میهن‌پرستی مردمی باشد که قرار است توسط آنها احداث شود … [این] باید جلوه و جلوه زیبایی را با ظرافت درآمیزد، و از چنان زیبایی و زیبایی برخوردار باشد که باعث افتخار مردم آمریکا و تحسین همه کسانی باشد که آن را می‌بینند. مواد این ماده کاملاً آمریکایی و از سنگ مرمر و گرانیت است که از هر ایالت آورده شده‌است، تا هر ایالت در شکوه و عظمت مواد کمک کننده و همچنین بودجه ساخت آن مشارکت داشته باشد. | » |

این انجمن در سال ۱۸۳۶ مسابقه ای برای طراحی برگزار کرد. در سال ۱۸۴۵، برنده اعلام شد که رابرت میلز معمار است، ظاهراً اولین آمریکایی بومی است که به‌طور حرفه ای به عنوان معمار آموزش دیده‌است. شهروندان بالتیمور وی را در سال ۱۸۱۴ انتخاب کرد تا یکی از اولین بناهای یادبود جورج واشینگتن را که در ابتدا برای میدان دادگستری سابق در شهر بندری آنها برنامه‌ریزی شده بود ، انتخاب کند، و او یک ستون یونانی بلند و تزئین شده با بالکن طراحی کرده بود که توسط مجسمه رئیس‌جمهور بر فراز آن قرار داشت. بنای تاریخی میلز در بالتیمور با سنگ بنای ساخته شده و ساخت آن از سال بعد ۱۸۱۵ آغاز شد، اما بعداً به یک شاخه ستون ساده با مجسمه ای از واشینگتن روکش دار در بالای آن تکمیل شد که در سال ۱۸۲۹ به پایان رسید، اما به دلیل ارتفاع آن منتقل شد به تپه‌های روستایی آن زمان در شمال آن سوی شهر ساحلی منتظر رشد شهر برای جبران شدن است. میلز همچنین پایتخت را به خوبی می‌شناخت، در حالی که فقط ۴۰ مایل (۶۵ کیلومتر) جنوب غربی بالتیمور بود، و به تازگی به عنوان معمار ساختمانهای عمومی برای واشینگتن انتخاب شده‌است. طرح وی ساختاری ستون دار دایره ای به قطر ۲۵۰ فوت (۷۶ متر) و ۱۰۰ فوت (۳۰ متر) ارتفاع را که از آن یک ابلیسک چهار طرفه به ارتفاع ۵۰۰ فوت (۱۵۰ متر) بیرون آمد، برای ارتفاع کلی ۶۰۰ فوت (۱۸۰ متر) خواستار شد. . یک ستون استوانه ای عظیم به قطر ۷۰ فوت (۲۱ متر) از ابلیسک در مرکز ساختمان پشتیبانی می‌کرد. قرار بود ابلیسک در پایه ۷۰ فوت (۲۱ متر) مربع و در بالا ۴۰ فوت (۱۲ متر) مربع با سقف کمی قله باشد. هر دو ابلیسک و ستون توخالی بودند که در داخل آنها یک راه‌آهن پیچ می‌خورد. ابلیسک فاقد در بود - در عوض فضای داخلی آن از داخل ستونی که روی آن سوار شده بود وارد می‌شد. این ستون در پایه خود «راهی قوسی» داشت. در بالای رواق این ساختمان واشینگتن دیده می‌شود که در ارابه ای ایستاده و دستان شش اسب را در دست دارد. در داخل این ستون تندیس‌های ۳۰ قهرمان برجسته جنگ انقلابی و همچنین تندیس‌های ۵۶ امضاکننده اعلامیه استقلال قرار دارد.

## نگارخانه

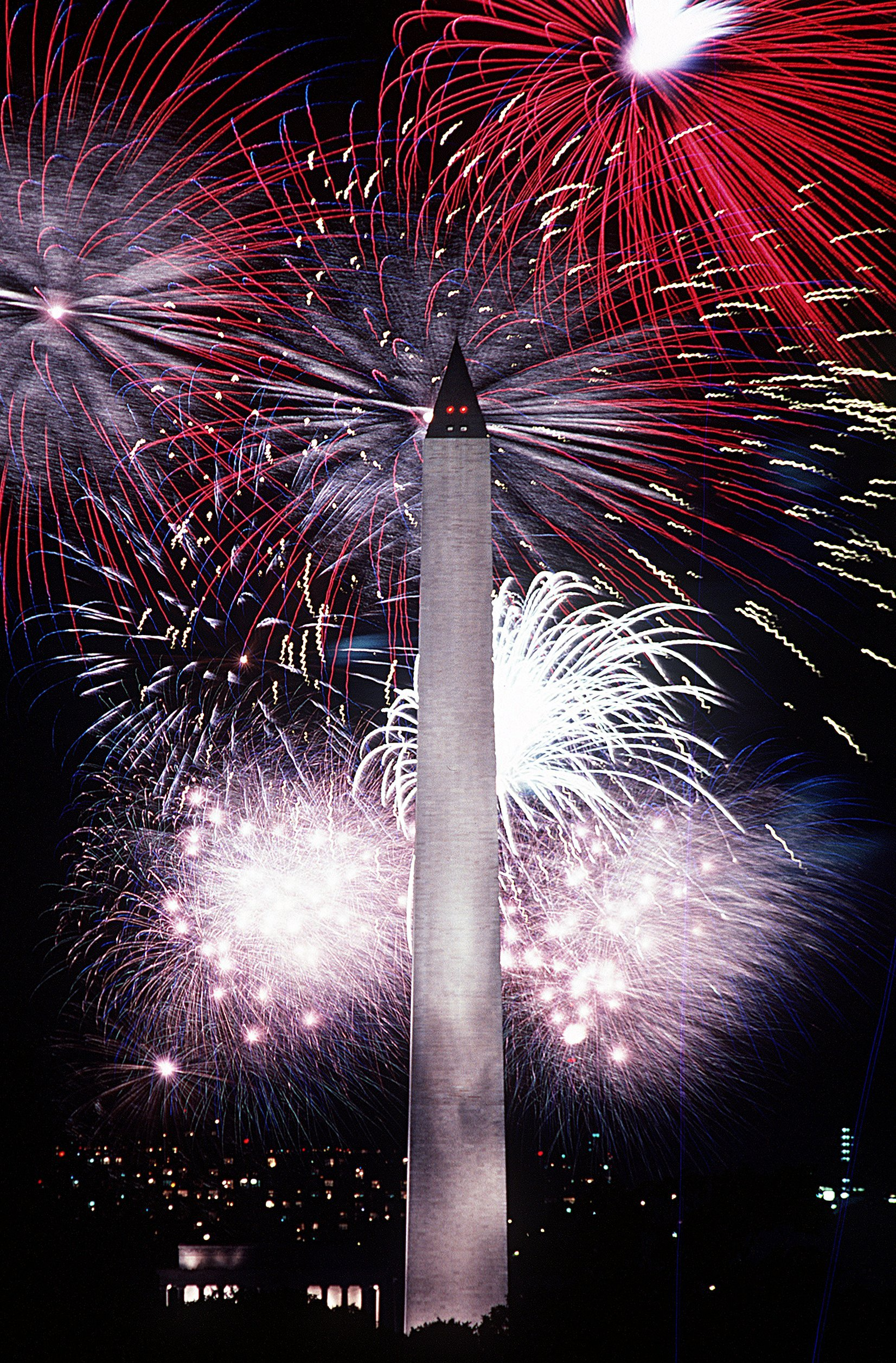
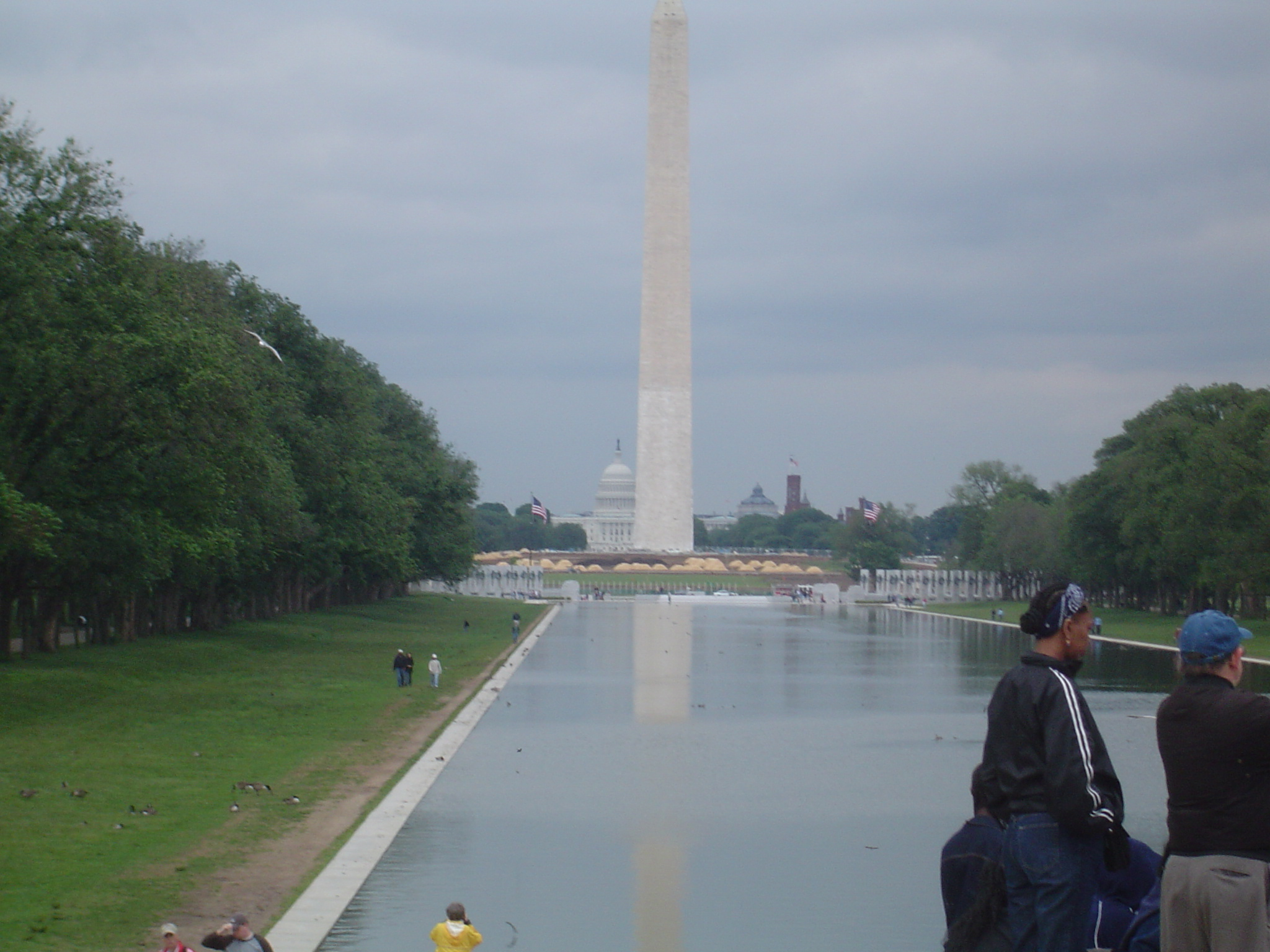
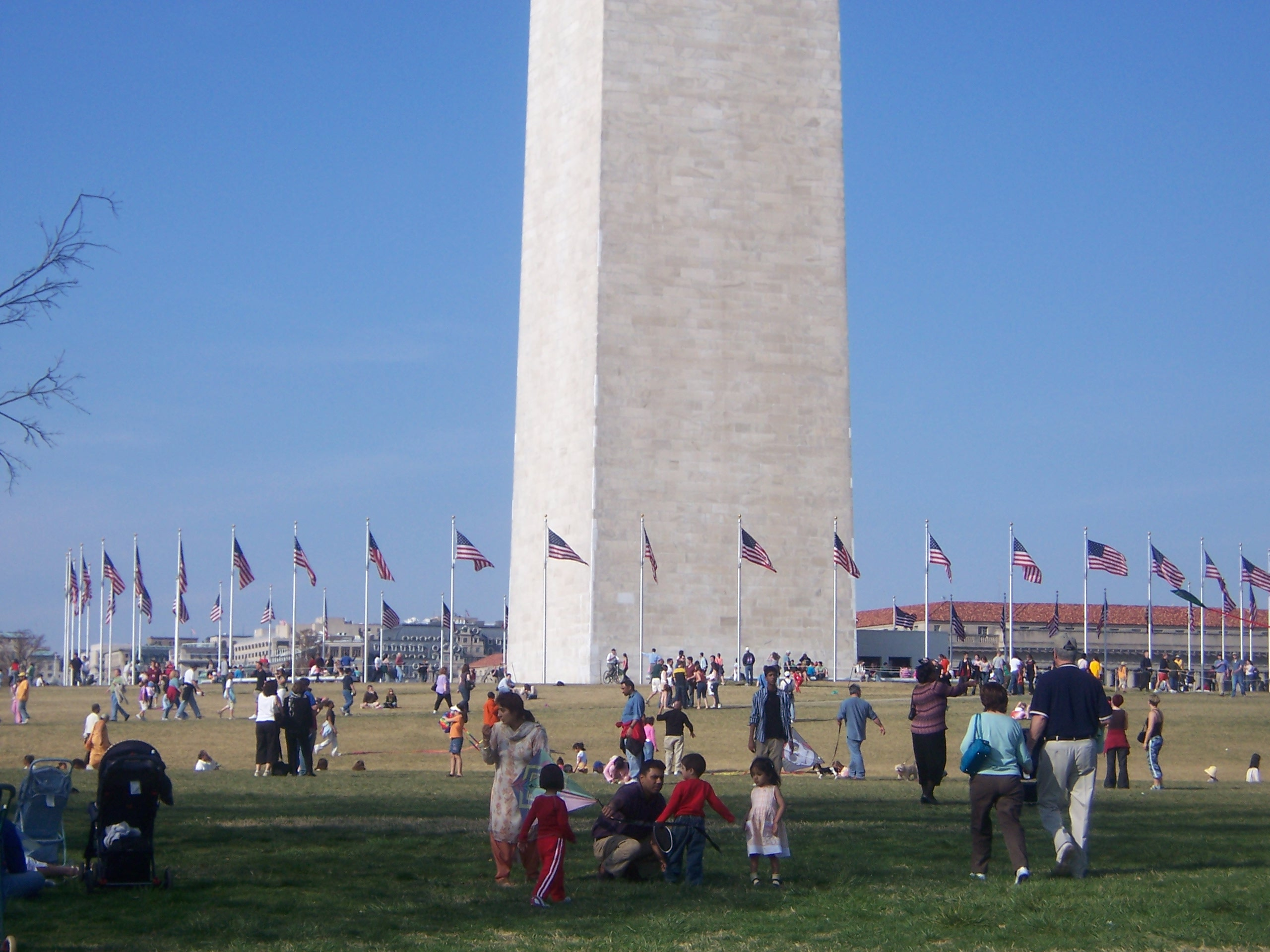
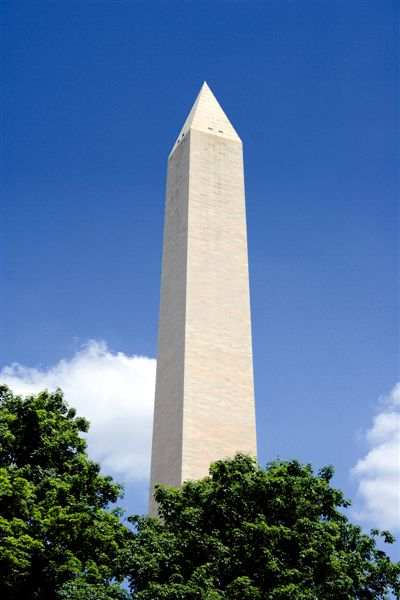
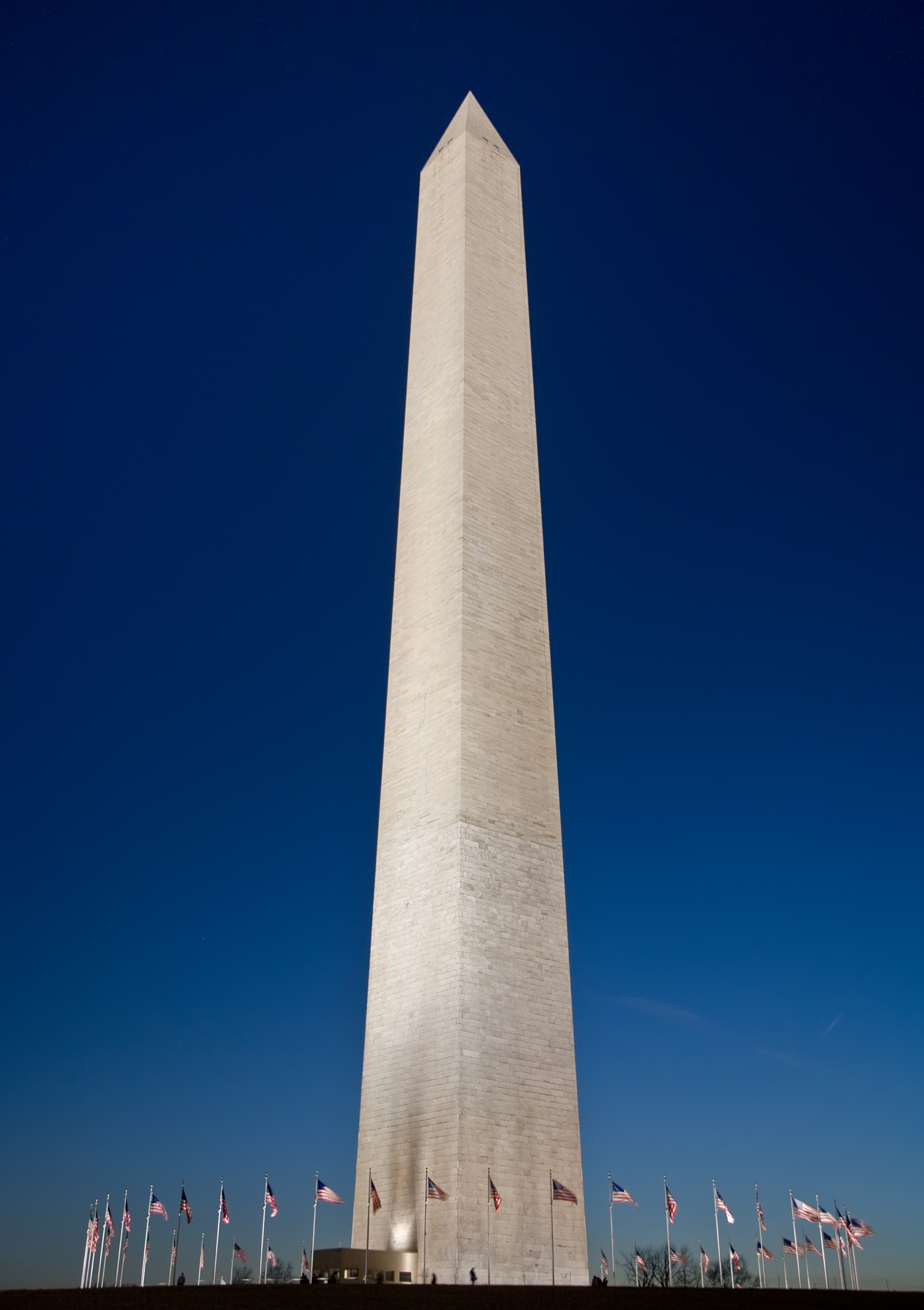

## وب‌گاه رسمی
- وب‌گاه رسمی یادبود واشینگتن
- تصویری از صفحه اول روزنامه‌ای که در روز افتتاح بنا چاپ شد.
- در مورد این بنا بایگانی‌شده  در ۹ نوامبر ۲۰۰۷ توسط Wayback Machine